# Walk on Water (chanson d'Ira Losco)
Pour les articles homonymes, voir Walk on Water.
Chansons représentant Malte au Concours Eurovision de la chanson
Warrior
(2015)
Walk on Water (en français « Marcher sur l'eau ») est la chanson d'Ira Losco qui représente Malte au Concours Eurovision de la chanson 2016 à Stockholm. 
Le 10 mai 2016, lors de la première demi-finale, elle termine à la troisième place avec 209 points et est qualifiée pour la finale le 14 mai 2016, au cours de laquelle elle termine à la douzième place avec 153 points.